# Barbagia di Nuoro
La Barbagia di Nuoro o Nuorese (Su Nugorèsu in nuorese, Su Nuorèsu in logudorese) è una regione storica della Sardegna nord-orientale.
Nel Medioevo il territorio apparteneva per lo più alla curatoria di Dore-Orotelli del Giudicato di Torres. In realtà oggi per "Nuorese" si intende un territorio più ampio che comprende anche parte dei territori che nel periodo giudicale appartenevano alle curatorie di Bitti e di Orosei-Galtellì del Giudicato di Gallura.
Nella Barbagia di Nuoro è compresa la  Barbagia di Bitti.